# Ришка (Клуж)
Ришка (рум. Rișca) насеље је у Румунији у округу Клуж у општини Ришка. Oпштина се налази на надморској висини од 909 m.

## Становништво
Према подацима из 2011. године у насељу је живело 1233 становника.